# Master P
Master P o P. Miller, pseudonimo di Percy Robert Miller (New Orleans, 29 aprile 1970), è un rapper, imprenditore, produttore discografico e attore statunitense.
È il fondatore della celebre etichetta discografica No Limit Records, che è finita in bancarotta, ed è stata rilanciata come New No Limit Records attraverso la Koch Records. È inoltre il fondatore e l'amministratore delegato di altre due etichette discografiche, la Guttar Music Entertainment e la Take a Stand Records e della P. Miller Enterprises, un Conglomerato e di Better Black Television.

## Biografia
Miller ha acquisito una certa notorietà sul finire degli anni novanta, grazie al successo del suo gruppo, i TRU ed il suo quinto album Ice Cream Man, che conteneva il suo primo singolo Mr. Ice Cream Man. Ma è stato soltanto nel 1997, dopo il grande successo ottenuto dal singolo Make 'Em Say Uhh!, certificato disco di platino, che Miller è diventato un personaggio estremamente popolare. In seguito Miller ha pubblicato il suo secondo album Ghetto D. Nello stesso anno, Miller è anche protagonista del film da lui prodotto I'm Bout It, e basato sulla sua vita.
Nel 1998, P. Miller pubblica il suo album di maggior successo MP da Last Don. Anche l'album era basato su un film omonimo, prodotto ed interpretato sempre da Miller e proiettato qualche mese prima della pubblicazione dell'album. L'album raggiunge la vetta della classifica Billboard Top 200, e vende oltre 400 000 copie nella prima settimana di vendita. L'album viene certificato per quattro volte disco di platino, con oltre quattro milioni di copie vendute, diventando il maggior successo nell'intera carriera del rapper. Nello stesso anno ha collaborato anche con i creatori della serie animata satirica South Park, ovvero Trey Parker e Matt Stone, per la creazione dell'album Chef Aid: The South Park Album, dove lui partecipa nel brano Kenny's Dead.
Nel 1999, Miller pubblicat il suo ottavo album, Only God Can Judge Me. Pur non ottenendo il successo del lavoro precedente, l'album riesce comunque ad essere certificato disco d'oro. Nello stesso anno, Miller inoltre nel film I Got the Hook Up, insieme ad A.J. Johnson.
Negli anni duemila, la popolarità della No Limit Records va scemando e l'etichetta viene rilanciata da P. Miller come New No Limit Records. Il 28 novembre 2000, viene pubblicato il suo nono album, Ghetto Postage, che paragonato ai lavori precedenti, ottiene un successo relativamente modesto, con circa 500 000 copie vendute in totale. Nel 2000, Miller recita nel film Lockdown - Dietro le sbarre e nel 2004, pubblica il suo undicesimo album, Good Side, Bad Side che pur vendendo appena 300 000 copie arriva alla prima posizione nella classifica degli album indipendenti stilata da Billboard. Nello stesso anno viene pubblicato un altro album indipendente, Living Legend: Certified D-Boy, dalla sua etichetta appena fondata Guttar Music. L'album vende circa 75 000 copie.
Nel 2011 Miller, insieme al suo protégé Gucci Mane lavora all'album Get Money, prodotto da Drumma Boy. L'album sarà la colonna sonora di un film omonimo, basato su un romanzo di Gucci Mane.
Il figlio di Master P, Lil' Romeo, fa parte anche lui del mondo dello spettacolo.

## Discografia
Album in studio
- 1991 – Get Away Clean
- 1992 – Mama's Bad Boy
- 1994 – The Ghettos Tryin to Kill Me!
- 1995 – 99 Ways to Die
- 1996 – Ice Cream Man
- 1997 – Ghetto D
- 1998 – MP da Last Don
- 1999 – Only God Can Judge Me
- 2000 – Ghetto Postage
- 2001 – Game Face
- 2004 – Good Side, Bad Side
- 2005 – Ghetto Bill
- 2005 – Living Legend: Certified D-Boy
- 2007 – Hip Hop History (con Romeo come Miller Boyz)
- 2013 – The Gift
- 2015 – Empire, from the Hood to Hollywood

EP
- 2017 – Intelligent Hoodium - EP

Colonne sonore
- 1997 – I'm Bout It
- 1998 – I Got the Hook Up
- 1999 – Foolish

Raccolte
- 2005 – Remix Classics
- 2005 – The Best of Master P
- 2006 – America's Most Luved Bad Guy
- 2006 – The Ultimate Master P
- 2007 – Featuring...Master P
- 2010 – Starring Master P

## Filmografia parziale
- Lockdown - Dietro le sbarre (Lockdown), regia di John Luessenhop (2000)
- Fuori in 60 secondi (Gone in 60 Seconds), regia di Dominic Sena (2000)
- Takedown (Track Down), regia di Joe Chappelle (2000)
- Oz – serie TV, un episodio (2001)
- Undisputed, regia di Walter Hill (2002)
- Indagini sporche (Dark Blue), regia di Ron Shelton (2002)
- Scary Movie 3 - Una risata vi seppellirà (Scary Movie 3), regia di David Zucker (2003)
- Romeo! – serie TV, 48 episodi (2003-2006)
- Hollywood Homicide, regia di Ron Shelton (2003)
- CSI: NY - serie TV, episodio 1x04 (2004)
- Killing Hasselhoff, regia di Darren Grant (2017)

## Doppiatori italiani
Nelle versioni in italiano delle opere in cui ha recitato, Master P è stato doppiato da:
- Roberto Certomà in Lockdown - Dietro le sbarre
- Massimo De Ambrosis in Indagini sporche
- Federico Danti in Romeo!
- Fabrizio Vidale in Hollywood Homicide
- Massimo Pizzirani in CSI: NY